# Joan d'Àger
Joan d'Àger (Calassanç, La Llitera, ? - Benavarri, Baixa Ribagorça, 1587) va capitanejar la revolta de Benavarri del 1578 quan era síndic personer del comtat de Ribagorça. Es mantingué al poder del comtat fins que el 1587 els partidaris del comte Ferran II de Ribagorça i el seu pare Martí el van ferir mortalment durant la Guerra de la Ribagorça.